# FC Grimma
FC Grimma is een Duitse voetbalclub uit Grimma, Saksen.

## Geschiedenis
De club werd op 17 juni 1919 opgericht als SV 1919 Grimma. Grimma was aangesloten bij de Midden-Duitse voetbalbond en speelde in de lagere klassen van de Noordwest-Saksische competitie. In 1933 werd de competitie geherstructureerd. De Gauliga Sachsen werd nu de hoogste klasse voor de regio en Grimma bleef in de Leipzigse competitie, waarvan de hoogste klasse (Bezirksklasse) nu de tweede klasse was onder de Gauliga. Grimma speelde tot 1936 en in 1937/38 in de 1. Kreisklasse (derde klasse) en daarna in de vierde klasse.
Na de Tweede Wereldoorlog werden alle Duitse voetbalclubs ontbonden. Er ontstond een nieuwe club SG Grimma die na 1948 het BSG-statuut aannam en BSG Nagema Grimma werd. De naam werd nog gewijzigd in BSG Stahl en BSG Motor West en in 1958 dan in BSG Motor. De club speelde voornamelijk in de Bezirksliga Leipzig (derde klasse) tot 1984 met uitzondering van enkele seizoenen. Na een promotie in 1984 speelde de club voor het eerst in de DDR-Liga en verbleef daar 5 seizoenen. In 1985/86 werd de club zelfs vierde. In 1989 degradeerde de club.
Na de Duitse hereniging werd de BSG ontbonden in 1990, de spelers richtten SV Motor Grimma op. Op 4 oktober 1994 werd terug de historische naam SV 1919 aangenomen. In 1997 promoveerde de club naar de Oberliga NOFV-Süd. In 2000 werd de vierde plaats bereikt. In 2006 degradeerde de club. In 2019 slaagde de club er in om terug te keren in de Oberliga.
In 2009 werd de voetbalafdeling onafhankelijk van de sportafdeling als FC Grimma.